# 特蘭奎爾河
特蘭奎爾河（英文：Tranquille River）是一個位於加拿大英屬哥倫比亞省湯普森-尼古拉地區湯普森鄉的一條河流。河流約位於甘露市特蘭奎爾社區特蘭奎爾路底，甘露湖北側8英里（13）處。河流最早於1852年淘金熱時期發現，並自那時人們在此河流中淘出總計約二十五萬加幣價值的黃金。

## 資料來源
1. ↑  N.L. Barlee, , 1980, ISBN 0-920164-04-8

50°43′09″N 120°32′02″W / 50.71917°N 120.53389°W